# Wilhelm Blum (Politiker, 1802)
Wilhelm Blum (* 10. Februar 1802 in Höhr-Grenzhausen; † 27. Februar 1887 ebenda) war ein deutscher Tonwarenfabrikant und Mitglied der Landstände des Herzogtums Nassau.

## Leben
Wilhelm Blum entstammte einer Familie, die über Jahre hinweg im Kannenbäckerland mit der Erzeugung von Tonwaren beschäftigt war. In dieser Region wurden die größten Tonvorkommen Europas gefunden und seit dem Ende des 16. Jahrhunderts das Westerwälder Steinzeug hergestellt. Sowohl sein Vater als auch sein Großvater waren als Kannenbäcker tätig. Er übernahm den Familienbetrieb.
1848 erhielt er im Wahlkreis III Hachenburg/Selters ein Mandat für den Nassauischen Landtag.  Er gehörte dem Club der Rechten an und war bis 1851 in dem Parlament vertreten.
Auf der Wiesbadener Gewerbeausstellung wurde er 1863 mit einem Preis ausgezeichnet.

## Öffentliche Ämter
- Mitglied der Handelskammer Limburg an der Lahn